# COVID-19 в Одеській області
COVID-19 в Оде́ській о́бласті — розповсюдження пандемії коронавірусу територією Одеської області.
Перший випадок появи коронавірусної хвороби було виявлено на території Одеськой області 25 березня 2020 року. Станом на 19 липня 2021 зафіксовано 141360 випадків інфікування, 3002 особи померло (2,1%).

## Хронологія

### 2020
З 12 березня в Одеській областіі закрилися на карантин: школи, дитячі садки, вищі навчальні заклади, театри та кінотеатри, а масові заходи рекомендовано було скасувати. З 17 березня в Одеській області розширили карантинні заходи. Було зачинено: торговельні центри, заклади сфери послуг та заклади громадського харчування.
25 березня в Одеській області зареєстровано перший випадок зараження коронавірусом. Пізніше 25 березня повідомили ще про трьох нових хворих на коронавірус, таким чином загальна кількість хворих на коронавірус в області сягнула чотирьох осіб. Позитивні результати на COVID-19 виявилися у жителів Одеси: чоловіка 1973 року народження, а також жінки та чоловіка 1965 та 1963 років народження.
27 березня в Одеській області повідомили про шостий випадок захворювання на коронавірус. Хворою виявилася 57-річна одеситка, котра нещодавно повернулася з Франції.
30 березня в Южному на Одещині підтверджено ще один випадок зараження, пацієнт знаходиться в Одеській інфекційній лікарні, всіх контактних осіб ізольовано.
11 квітня вірус виявлено у двох дітей в Ізмаїлі.
Станом на 19 квітня кількість підтверджених випадків в області сягнула 120.
19 квітня 2020 року помер 60-річний лікар із Подільська, є підозра, що він інфікував інших.
25 квітня лікар, що помер 19 квітня, заразив щонайменше 32 медпрацівника. Всього на цей день на Одещині було 219 випадків захворювання.
10 липня 36 працівників заводу Аквафрост заразилися вірусом. Інфіковані продовжували ходити на роботу, адміністрація не робила жодних кроків для їхньої ізоляції. Поліція відкрила справу.
3 серпня в мерії Одеси було зафіксовано спалах вірусу, зокрема, У двох заступників мера Одеси Геннадія Труханова підтвердили коронавірус (Павла Вугельмана та у Дмитра Жемана).
17 серпня в Одесі було посилено карантин, місто зараховано до жовтої зони карантину.
26 серпня вірус було виявлено у заступника мера Одеси Павла Вугельмана.
18 вересня в Свято-Успенському чоловічому монастирі УПЦ МП було виявлено спалах коронавірусу, вірус підтверджено у 6 працівників.
20 листопада влада Одеси вирішила не бойкотувати карантин вихідного дня та ввела обмеження. На час карантину вихідного дня заборонено роботу закладів громадського харчування, крім роботи на виніс або у доставки, роботу ТРЦ та магазинів промислових товарів. Було дозволено роботу продуктових магазинів, аптек, АЗС та СТО.

### 2021
З 15 березня всі школи Одеси було переведено на дистанційне навчання.

### 2022
10 січня в Одесі було вперше виявлено штам Омікрон.

## Закупи дорогих меблів
У березні міська клінічна інфекційна лікарня Одеської міської ради зробила закупів через сайт держзакупівель на 6 млн грн, незважаючи на епідемію і відсутність елементарних засобів захисту лікарів та відсутність тестів на коронавірус. Постачати меблі компанія може до кінця 2020 року. Було замовлено табличок на двері на 68.850 гривень. А обідні стільці замовили за ціною по 3250 гривень за штуку. В той же час купівля тестів на коронавірус була скасована. Справу не було розслідувано поліцією.